# Куп Србије у рагбију 2019.
Куп Србије у рагбију 2019. је било 61. издање купа наше државе у рагбију. Трофеј је освојила физички екипа Партизана, која је у финалу у Старчеву, на стадиону ФК Борац, савладала Београдски рагби клуб. Играчи БРК-а су до финала дошли тако што су победили Војводину и Рад, а у финалу су пред добро попуњеним трибинама пружили отпор Партизану, али то није било довољно Пре почетка финалне утакмице, рагбисти обе екипе су носили мајице на којима је писало "Стоп насиљу над женама" и на тај начин пружили су подршку заједничкој кампањи Координационог тела за родну равноправност, на чијем је челу потпредседница Владе проф. др Зорана Михајловић, и компанији Моцарт.

## Четрвртфинале
БРК Црвена звезда - Војводина 31:12
Поени за БРК:
- Есеји: Протић, Арсенијевић, Ђорђевић.
- Претварања: Живковић.

Поени за Војводину:
- Есеји: Матијевић, Јанковић.

## Полуфинале
БРК Црвена звезда - Рад 32-17
Поени за БРК:
- Есеји: Родић, Арсенијевић, Кајан, Николић, Ђорђевић, Протић.
- Претварања: Ивановић.

Поени за Рад:
- Есеји: Станковић, Ранковић, Бабић.
- Претварања: Бабић.

## Финале
| Партизан | 35 – 10 | БРК ЦЗ |
| -------- | ------- | ------ |
|          |         |        |

| Победник Купа Србије у рагбију 2019. |
| ------------------------------------ |
| Партизан 16. трофеј                  |

## Видео снимци
Снимак полуфинала БРК ЦЗ - Рад 
Ragbi klub Crvena Zvezda - Ragbi klub Rad / 16.11.2019. - YouTube
Снимак финала БРК ЦЗ - Партизан 
Ragbi klub Partizan - Ragbi klub Crvena Zvezda - YouTube